# Muhammad Mian Soomro
Muhammed Mian Soomro (ourdou : محمد میاں سومرو) ou Mian Muhammad Soomro (ourdou : محمد سومرو میاں) , né le 19 août 1950 à Karachi, est un homme d'État pakistanais. Il est président du Sénat de 2003 à 2009, à ce titre il est président de la république par intérim du 18 août 2008 au 9 septembre 2008. Longtemps membre de la Ligue musulmane du Pakistan (Q), il rejoint le Mouvement du Pakistan pour la justice en 2018.
Originaire d'une famille influente du Sind, Soomro commence sa carrière dans les services financiers, avant de commencer sa carrière politique nationale quand il est nommé par le président Pervez Musharraf gouverneur du Sind, position qu'il occupe de 2000 à 2002. Élu sénateur en 2003, il devient président du Sénat du 12 mars 2003 au 16 novembre 2007 dans un premier temps, avant d'être Premier ministre à titre provisoire du 16 novembre 2007 au 25 mars 2008 le temps des élections législatives de 2008. Il redevient président du Sénat du 25 mars 2008 au 11 mars 2009, et à ce titre il remplace par intérim le président Pervez Musharraf, démissionnaire, jusqu'à l'élection de son successeur.

## Jeunesse et éducation
Mian Muhammad Soomro est né le 19 août 1950 à Karachi, dans la province méridionale du Sind. Il est issu d'une famille impliquée en politique depuis 1923, plusieurs membres de sa famille ayant occupé des postes officiels. Son père a été député ainsi que vice-président de l'Assemblée du Pakistan occidental et sénateur,.
Soomro est diplômé du Forman Christian College de Lahore. Il obtient ensuite un master en physique de l'université du Pendjab, puis un autre master en gestion des opérations d'une université californienne. Il entame ensuite une carrière de banquier à l'international, travaillant notamment pour la Bank of America, ainsi que pour des banques au Yémen, dans le Bahreïn, puis au niveau national, il travaille pour la banque de développement agricole du Pakistan et pour la Banque nationale du Pakistan. Il participe notamment au développement du micro-crédit dans le pays. 

## Carrière politique

### Ligue de Nawaz
Mian Muhammad Soomro commence sa carrière politique en 1985 sous le régime militaire de Muhammad Zia-ul-Haq et est alors membre de la Ligue musulmane du Pakistan (F). En 1988, il se rapproche de Nawaz Sharif puis rejoint la Ligue musulmane du Pakistan (N), avant de s'en éloigner après le coup d’État du 12 octobre 1999 du chef de l'armée pakistanaise Pervez Musharraf.

### Soutien à Pervez Musharraf
Mian Muhammad Soomro est nommé gouverneur du Sind le 25 mai 2000 par le chef de l'exécutif Pervez Musharraf, quelques mois après son coup d’État. Il démissionne le 26 décembre 2002 dans le but de participer aux élections sénatoriales de mars 2003 sous l'étiquette de la Ligue musulmane du Pakistan (Q), créée pour soutenir le nouveau régime militaire, et remporte un mandat d'une durée exceptionnellement réduite à trois ans.  
Le 23 mars 2003, il est élu président du Sénat alors que la chambre haute est dominée par son parti. En mars 2006, il est réélu sénateur pour un mandat de six ans. Il occupe ses fonctions jusqu'au 16 novembre 2007, date à laquelle il est nommé Premier ministre et alors que le président Pervez Musharraf décrète l'état d'urgence. Il occupe cette fonction à titre transitoire, après la démission du Premier ministre Shaukat Aziz et dans le contexte des élections législatives de 2008.
Son parti étant défait lors de ses élections, puis Youssouf Raza Gilani investi par l'Assemblée nationale le 25 mars 2008, Soomro quitte ses fonctions et retrouve aussitôt son poste de président du Sénat. À la suite de la démission du président Musharraf, il devient président de la République par intérim le 18 août 2008, comme le prévoit la Constitution. Il occupe ses fonctions durant vingt jours, jusqu'à l'élection du président Asif Ali Zardari.
À la suite des élections sénatoriales de mars 2009, où son parti est largement défait, Soomro perd son poste de président du Sénat le 11 mars 2009, Farooq Naek du Parti du peuple pakistanais étant élu à sa place.

### Mouvement pour la justice
Après avoir quitté la Ligue musulmane du Pakistan (Q), Soomro rejoint le Mouvement du Pakistan pour la justice en juin 2018, peu avant les élections législatives de 2018. Il est élu le 25 juillet dans une circonscription de Jacobabad, battant de peu le candidat du Parti du peuple pakistanais par 45,4 % des voix contre 42,8 %.
En avril 2022, après le renversement d'Imran Khan par une motion de censure, Soomro fait partie des rares députés du PTI à ne pas présenter leur démission de l'Assemblée nationale.